# Antônio Ozaí da Silva
Antônio Ozaí da Silva é um cientista social e professor universitário brasileiro.
Desde 1998 é docente no Departamento de Ciências Sociais da Universidade Estadual de Maringá, onde faz pesquisas sobre a sociologia da prática científica.
Ozaí é autor e editor de diversas revistas (Espaço Acadêmico, Acta Scientiarum e Urutágua, todas da Universidade Estadual de Maringá, além de blogues.

## Publicações
- A corrida pelo Lattes. In: Waldir José Rampinelli; Valdir Alvim; Gilmar Rodrigues (org.). Universidade: a democracia ameaçada. São Paulo: Editora Xamã, 2005, p. 87-96. ISBN 857587084X [1]
- O movimento social numa perspectiva libertária: a contribuição de Maurício Tragtenberg. In: Dosir Accioly Silva; Sonia Alem Marrach (org.). Maurício Tragtenberg: Uma vida para as Ciências Humanas. São Paulo: Editora UNESP, 2001, p. 121-133. ISBN 85-7139-359-1
- A Representação do Negro na Política Brasileira. In: Victorien Lavou Zoungbo; Mara Viveros Vigoya (org.). Mots pour Nègres Maux des Noir(e)s. Enjeux Socio-Symboliques de la Nomination en Amérique Latine. Perpignan (França): CRILAUP - Presses Universitaires de Perpignan, 2004, v. 25, p. 263-298. ISBN 2907183257
- Maurício Tragtenberg: Militância e Pedagogia Libertária. Ijuí: Editora Unijuí, 2008. ISBN  9788574297316 Resenha
- Nem reforma nem revolução: a estrela é branca. In: Vitor Amorim de Angelo; Marco Antonio Villa (org.). O Partido dos Trabalhadores e a política brasileira (1980-2006): uma história revisitada. São Carlos (SP): EdUFSCar, 2009, p. 13-34. ISBN 8576001527